# Церемония памяти жертв атомной бомбардировки в Хиросиме
Церемония памяти жертв атомного взрыва в Хиросиме — ежегодная японская церемония.
Ежегодно 6 августа, в «День атомной бомбы», в Хиросиме проводится церемония памяти жертв атомных бомбардировок, во утешение жертвам атомных бомбардировок и для молитвы за установление прочного мира во всем мире. Церемония проходит перед Мемориальным кенотафом в Мемориальном парке мира в Хиросиме. Среди участников — семьи погибших и люди со всего мира. Первая церемония была проведена мэром Хиросимы Синдзо Хамаи в 1947 году.

## Содержание церемонии
Церемония начинается в 8 утра с освящения воды (представителями граждан Хиросимы), которое с 1968 года сопровождается музыкой «Прелюдия» композитора Кунио Оотсуки. Открывается Реестр имён павших жертв атомной бомбардировки, который пополняется каждый год после смертей хибакуся и подтверждения смертей людей, погибших во время атаки). Далее происходит возложение цветов, с 1975 года сопровождаемое музыкой «Молитвенная музыка № 1: Погребальная» композитора-хибакуся Масару Кавасаки. В течение одной минуты с 8:15 утра (времени взрыва бомбы) проходит минута молчания, время которой отсчитывается биением колокола мира, в который звонят представитель семей погибших и представитель детей. Мэр Хиросимы зачитывает Декларацию мира, участники церемонии выпускают белых голубей. Дети-участники церемонии произносят обязательство хранить мир, после чего проходят выступления премьер-министра Японии и других гостей. В заключении звучит Песня мира Хиросимы на музыку Минору Ямамото и слова Ёсио Сигэдзоно.
Трансляция церемонии проходит в прямом эфире. Обычно в церемонии принимает участие около 10 000 участников, но в 2020 году из-за эпидемии COVID-19 было допущено только 800 участников.

## Мемориальные церемонии в память о Хиросиме за пределами Японии
В связи с распространением мемориальной культуры вокруг Хиросимы по всему миру, мемориальные церемонии проводились и проводятся также в других частях света. Например, 6 августа 1986 годаделегация из Хиросимы из 18 человек прибыла в израильский мемориал Холокоста Яд Вашем и провела короткую церемонию в зале Изкор.

## Соединённые Штаты
В 2010 году Джон В. Рус стал первым послом США в Японии, посетившим церемонию, что проложило путь к историческому визиту в Хиросиму президента Барака Обамы шесть лет спустя.